# Club Deportivo Bidasoa/Statistik
Dies ist ein Unterartikel zu Club Deportivo Bidasoa und enthält Statistiken und Kader zu diesem spanischen Handballverein der unter dem Namen Bidasoa Irun antritt.

## Spielzeiten

### 2025/2026
In der Saison 2025/2026 tritt Verein unter dem Sponsorennamen Irudek Bidasoa Irun in der 1. Liga an.
Der Verein startet auf Antrag in der EHF European League 2025/2026.
Team:
- Tor: David Failde Fuentes, Jakub Skrzyniarz, Leonel Maciel
- Rückraum: Piotr Mielczarski, Mario Nevado, Eneko Furundarena, Tito Diaz, Ignacio Vallés Becerra, Gorka Nieto, Rodrigo Salinas, Julen Mujika Santiago
- Außen: Dariel Garcia Rivera, Xavier Tuá Hernández, Iñaki Cavero Echepare, Xavier González
- Kreis: Iñaki Peciña, Marko Jevtić, Esteban Salinas, Matheus Francisco Da Silva
- Trainer: Alejandro Mozas
- Zugänge: Iñaki Peciña (Chambéry Savoie HB),[4] Piotr Mielczarski (BM Guadalajara), Xavier Tuá Hernández (BM Ciudad de Logroño), Xavier González (Helvetia Anaitasuna), Mario Nevado (Viveros Herol BM Nava), Ignacio Vallés Becerra (BM Benidorm), Pol Quiroga Duran (FC Barcelona B)[5]
- Abgänge: Pedro Souza Pacheco (Saran Loiret HB),[6] Asier Nieto (Cesson Rennes Métropole HB),[7] Mikel Zabala Ugarteburu (Karriereende), Asier Iribar Carceller (Leihe, BM Villa de Aranda),[8] Tao Gey-Emparan (Leihe, Atlético Valladolid),[9] Theodoros Boskos (?), Pol Quiroga Duran (Leihe, BM Sinfín),[5] Jon Ander Iribar (Leihe, Zaragoza Balonmano)[10]

### 2024/2025
Die Spielzeit 2024/2025 der 1. Liga beendete Bidasoa auf dem 4. Platz mit 39 Punkten aus 17 Siegen und fünf Unentschieden, bei acht Niederlagen. Das Torverhältnis betrug 907:869.
In der Copa del Rey  schied der Verein im Halbfinale gegen den FC Barcelona (28:32) aus.
Der Verein war als Zweitplatzierter der Vorsaison startberechtigt für die EHF European League 2024/2025, er beantragte ein upgrade für die EHF Champions League 2024/2025, erhielt dies aber nicht. Irun schied im Halbfinale der European League aus.
Team:
- Tor: Leonel Maciel, David Failde Fuentes, Jakub Skrzyniarz
- Rückraum: Eneko Furundarena, Theodoros Boskos, Asier Nieto, Tito Diaz, Asier Iribar Carceller, Gorka Nieto, Pedro Souza Pacheco, Rodrigo Salinas, Julen Mujika Santiago, Andoni Beraza, Alexandre Raix
- Außen: Mikel Zabala Ugarteburu, Dariel Garcia Rivera, Iñaki Cavero Echepare, Tao Gey-Emparan, Endika Wamba, Javier Gastaminza, Marko Jevtić
- Kreis: Marko Jevtić, Esteban Salinas, Matheus Francisco Da Silva
- Trainer: Alejandro Mozas
- Zugänge: Leonel Maciel (Sporting Lissabon), David Failde Fuentes (Balonmán Lalín), Piotr Mielczarski (SMS ZPRP Kielce), Theodoros Boskos (BM Puente Genil, ab August 2024)
- Abgänge: Mehdi Harbaoui (Dunkerque HBGL), Piotr Mielczarski (Leihe, BM Guadalajara), Jakub Śladkowski (Leihe, BM Guadalajara)

### 2023/2024
In der Saison 2023/2024 der 1. Liga kam der Verein auf den 2. Platz mit 43 Punkten aus 20 Siegen und drei Unentschieden bei sieben Niederlagen und einem Torverhältnis von 935:815. Die Mannschaft erreichte in ihrem ersten Saisonspiel den ersten Punktgewinn gegen den FC Barcelona seit dem 10. März 2002. Die Heimspiele des Vereins in der Liga wurden von durchschnittlich 1.601 Zuschauern besucht.
Mannschaftskapitän war Gorka Nieto als Nachfolger von Jon Azkue. Esteban und Rodrigo Salinas (Chile) und Pedro Pacheco (Brasilien) nahmen im Januar 2024 mit ihren Nationalmannschaften an der Süd- und zentralamerikanischen Handballmeisterschaft 2024 teil. Im November 2023 gab der Verein bekannt, dass der Vertrag mit Trainer Jacobo Cuétara nicht verlängert wird.
Die Mannschaft hatte als Gastgeber einen Startplatz bei der Copa de España im Dezember 2023, bei der sie im Halbfinale ausschied. Auch in der Copa del Rey schied das Team im Halbfinale aus.
Der Verein, der über die spanische Liga nicht qualifiziert war, stellte den Antrag auf zusätzliche Teilnahme an der EHF European League 2023/2024; die EHF vergab jedoch keinen Startplatz an das Team.
Team:
- Tor: Mehdi Harbaoui, Jakub Skrzyniarz
- Rückraum: Tito Diaz, Eneko Furundarena, Asier Nieto, Gorka Nieto, Pedro Souza Pacheco, Rodrigo Salinas, Julen Mujika Santiago
- Außen: Mikel Zabala Ugarteburu, Dariel Garcia Rivera, Iñaki Cavero Echepare, Tao Gey-Emparan, Endika Wamba, Marko Jevtić
- Kreis: Esteban Salinas, Jakub Śladkowski, Marko Jevtić, Matheus Francisco Da Silva
- Trainer: Jacobo Cuétara
- Zugänge: Esteban Salinas (Fraikin BM Granollers),[18] Jakub Śladkowski (Ruda Śląska),[19] Javier Gastaminza (zweite Mannschaft),[20] Endika Wamba (zweite Mannschaft),[20] Jon Ander Iribar (zweite Mannschaft),[20], Tito Díaz (Civitas BM Guadalajara),[21], Marko Jevtić,[22] (Metaloplastika Šabac) Asier Iribar Carceller (BM Cangas)
- Abgänge: Julen Aguinagalde (Karriereende), Jon Azkue (Limoges Handball),[23] Víctor Rodríguez Costas[24] Mihajlo Mitić[25] (HC Buzău), Xabier Barreto Usabarrena (EÓN Alicante, Leihe),[26] Ander Ugarte (Karriereende) und Julen Urruzola Pagazartundua (EÓN Alicante, Leihe)[26]

### 2022/2023
In der Saison 2022/2023 der 1. Liga belegte die Mannschaft den 4. Platz. 39 Punkte aus 19 Siegen und einem Unentschieden bei zehn Niederlagen sowie 982:873 Tore standen zu Buche. Die Heimspiele in der Liga Asobal wurden von insgesamt 23.178 Zuschauern besucht (etwa 1500 pro Spiel), das war eine Steigerung von 27 Prozent und entspricht etwa 80 Prozent der Kapazität des Artaleku.
In der Copa del Rey schied die Mannschaft in der zweiten Runde gegen Trops Málaga aus.
Der Verein nahm an der EHF European League 2022/2023 teil. Zu den internationalen Spielen kamen 10.452 Zuschauer (1493 je Spiel).
Team:
- Tor: Mehdi Harbaoui, Jakub Skrzyniarz, Xabier Landa
- Rückraum: Eneko Furundarena, Julen Urruzola, Asier Nieto, Victor Rodriguez, Jon Azkue, Gorka Nieto, Pedro Souza Pacheco, Rodrigo Salinas, Mihajlo Mitić, Asier Iribar Carceller, Julen Mujika, Thomas Tesoriere
- Außen: Mikel Zabala Ugarteburu, Dariel Garcia Rivera, Iñaki Cavero Echepare, Tao Gey-Emparan, Xabier Barreto
- Kreis: Ander Ugarte, Julen Aguinagalde, Matheus Francisco Da Silva
- Trainer: Jacobo Cuétara
- Zugänge: Xabier Landa, Xabier Barreto (zweite Mannschaft), Asier Iribar Carceller (zweite Mannschaft), Julen Mujika (zweite Mannschaft), Mehdi Harbaoui (Sélestat AHB), Jakub Skrzyniarz (Górnik Zabrze), Mihajlo Mitić (Ángel Ximénez Puente Genil), Asier Nieto[29] und Pedro Souza Pacheco (Januar 2023, Tatran Prešov)
- Abgänge: Kauldi Odriozola (HBC Nantes),[30] José Manuel Sierra (Karriereende),[31] Xoan Ledo (Istres Provence Handball), Adrián Fernández (Bathco BM Torrelavega),[32], Thomas Tesoriere (Januar 2023, Istres Provence Handball) und Asier Iribar Carceller (Januar 2023, Frigoríficos del Morrazo, Leihe)[33]